# Heinrich von Tschirschky
Heinrich Leonhard von Tschirschky und Bögendorff, född 15 juli 1858 i Hosterwitz vid Dresden, död 15 november 1916 i Wien, var en tysk diplomat och politiker.
Tschirschky inträdde 1883 på diplomatbanan, var 1887–89 legationssekreterare i Wien, 1893–95 legationsråd i Konstantinopel, 1895–99 legationsråd i Sankt Petersburg, 1900–02 ministerresident i Luxemburg och 1902–06 preussiskt sändebud i Mecklenburg och hansestäderna.
Tschirschky, som sedan 1900 som utrikesministeriets representant åtföljt kejsar Vilhelm på dennes sommarresor, utsågs i januari 1906 till allmän förvåning att efterträda Oswald von Richthofen som statssekreterare för utrikesärenden. På denna post gjorde han föga lycka, särskilt på grund av sin fullständiga oförmåga som parlamentarisk debattör. Han blev i oktober 1907 tysk ambassadör i Wien och kvarstod på denna post till sin död.